# Sportler des Jahres 2015 (Deutschland)
Die Sportler des Jahres 2015 in Deutschland wurden von rund 3000 Fachjournalisten gewählt und am 20. Dezember im Kurhaus von Baden-Baden ausgezeichnet. Veranstaltet wurde die Wahl zum 69. Mal von der Internationalen Sport-Korrespondenz (ISK). Den Zusatzpreis für Vorbilder im Sport erhielt der ehemalige Freiwasserschwimmer Thomas Lurz. Moderiert wurde die Sendung von den beiden ZDF-Moderatoren Katrin Müller-Hohenstein und Rudi Cerne.

## Männer
| Platz | Sportler         | Sportart              | Punkte | Erfolge 2015                                                                                      |
| ----- | ---------------- | --------------------- | ------ | ------------------------------------------------------------------------------------------------- |
| 1.    | Jan Frodeno      | Triathlon             | 2491   | Sieger der Ironman World Championship und Ironman European Championship                           |
| 2.    | Severin Freund   | Skispringen           | 2352   | Gesamt-Weltcupsieger und Weltmeister                                                              |
| 3.    | Johannes Rydzek  | Nordische Kombination | 753    | Weltmeister im Einzel und mit der Mannschaft                                                      |
| 4.    | Erik Lesser      | Biathlon              | 730    | Weltmeister in der Verfolgung                                                                     |
| 5.    | Marco Koch       | Schwimmen             | 719    | Weltmeister über 200 m Brust                                                                      |
| 6.    | Felix Neureuther | Ski Alpin             | 606    | Weltmeisterschaftsdritter im Slalom                                                               |
| 7.    | André Greipel    | Radsport              | 593    | vier Etappensiege bei der Tour de France 2015                                                     |
| 8.    | John Degenkolb   | Radsport              | 455    | Sieger bei Paris–Roubaix und Mailand–Sanremo                                                      |
| 9.    | Michael Jung     | Vielseitigkeitsreiten | 430    | Europameister im Einzel und mit der Mannschaft                                                    |
| 10.   | Markus Rehm      | Para-Leichtathletik   | 390    | Weltmeister im Weitsprung und mit der 4-mal-100-m-Staffel, zweifacher Weltrekordler im Weitsprung |

## Frauen
| Platz | Sportler              | Sportart           | Punkte | Erfolge 2015                                                       |
| ----- | --------------------- | ------------------ | ------ | ------------------------------------------------------------------ |
| 1.    | Christina Schwanitz   | Kugelstoßen        | 1264   | Weltmeisterin im Kugelstoßen                                       |
| 2.    | Katharina Molitor     | Speerwurf          | 1260   | Weltmeisterin im Speerwurf                                         |
| 3.    | Lena Schöneborn       | Moderner Fünfkampf | 1241   | Weltmeisterin im Einzel und Zweite mit dem Team                    |
| 4.    | Carina Vogt           | Skispringen        | 1196   | Weltmeisterin im Einzel und mit dem Mixed-Team                     |
| 5.    | Natalie Geisenberger  | Rodeln             | 1100   | Gesamt-Weltcupsiegerin                                             |
| 6.    | Gesa Felicitas Krause | Hindernislauf      | 939    | Weltmeisterschaftsdritte                                           |
| 7.    | Anna Schaffelhuber    | Monoskibob         | 883    | zweifache Weltmeisterin                                            |
| 8.    | Cindy Roleder         | Hürdenlauf         | 839    | Weltmeisterschaftszweite                                           |
| 9.    | Laura Dahlmeier       | Biathlon           | 509    | Weltmeisterin mit der Staffel, Vizeweltmeisterin in der Verfolgung |
| 10.   | Angelique Kerber      | Tennis             | 508    | vier Turniersiege                                                  |

## Mannschaften
| Platz | Sportler                                                                                         | Sportart              | Punkte | Erfolge 2015            |
| ----- | ------------------------------------------------------------------------------------------------ | --------------------- | ------ | ----------------------- |
| 1.    | Nordische Kombinierer (Mannschaft) (Tino Edelmann, Fabian Rießle, Eric Frenzel, Johannes Rydzek) | Nordische Kombination | 1987   | Mannschaftsweltmeister  |
| 2.    | Biathlon-Frauenstaffel (Franziska Hildebrand, Franziska Preuß, Vanessa Hinz und Laura Dahlmeier) | Biathlon              | 1761   | Weltmeister             |
| 3.    | Biathlon-Männerstaffel (Erik Lesser, Daniel Böhm, Arnd Peiffer und Simon Schempp)                | Biathlon              | 1631   | Weltmeister             |
| 4.    | 1. FFC Frankfurt                                                                                 | Fußball               | 1101   | Champions-League-Sieger |
| 5.    | Skisprung Mixed-Mannschaft (Carina Vogt, Richard Freitag, Katharina Althaus, Severin Freund)     | Skispringen           | 760    | Weltmeister             |
| 6.    | Vielseitigkeits-Equipe (Michael Jung, Sandra Auffarth, Ingrid Klimke, Dirk Schrade)              | Vielseitigkeitsreiten | 582    | Europameister           |
| 7.    | Kira Walkenhorst/Laura Ludwig                                                                    | Beachvolleyball       | 522    | Europameister           |
| 8.    | Vierer-Bob (Maximilian Arndt, Alexander Rödiger, Kevin Korona, Ben Heber)                        | Bobsport              | 448    | Weltmeister             |
| 9.    | 4-mal-100-m-Staffel (Markus Rehm, David Behre, Felix Streng, Johannes Floors)                    | Para-Leichtathletik   | 404    | Weltmeister             |
| 10.   | Männer-Doppelvierer (Karl Schulze, Philipp Wende, Lauritz Schoof, Hans Gruhne)                   | Rudern                | 394    | Weltmeister             |

## Weitere Auszeichnungen
- Trainer des Jahres: Justus Wolf (Para-Ski Alpin)
- Sparkassenpreis für Vorbilder im Sport: Thomas Lurz (Schwimmen)